# Hrádek u Třebonína
Hrádek u Třebonína (též hradiště Lomec) je středověká opevněná lokalita nejistého účelu a stáří. Nachází se asi 500 západně od Třebonína v katastrálním území Lomec u Úmonína v okrese Kutná Hora ve Středočeském kraji nad levým břehem Medenického potoka. Bývá považována za raně středověké hradiště vybudované ve dvanáctém století. Terénní pozůstatky opevnění jsou chráněny jako kulturní památka.

## Historie
Nejsou známé žádné písemné prameny, které by se k Hrádku vztahovaly. Jako první lokalitu popsal Kliment Čermák v roce 1883. V sedmdesátých letech dvacátého století proběhl nevelký archeologický výzkum vedený Zdeňkem Smetánkou a Jiřím Škabradou, ale nepodařilo se získat žádné nálezy, které by umožnily datování vzniku opevnění. Na základě sídelních souvislostí archeologové předpokládali, že opevnění vzniklo asi v polovině dvanáctého století jako opěrný bod během vnitřní kolonizace Čech. Vzhledem k poloze Třebonína ve vzdálenosti osmi až devíti kilometrů od Haberské stezky mohli být obyvatelé vsi v neklidných dobách ohrožováni krátkodobými nájezdy vojenských oddílů a hradiště jim poskytovalo bezpečné útočiště.

## Stavební podoba
Opevnění se nachází na skalnaté ostrožně nad levým břehem Medenického potoka v katastrálním území Lomec u Úmonína. Přístup na ostrožnu vede od východu asi deset metrů širokým srázným žlebem, ovšem zbytek východní strany a celou jižní stranu chrání strmé skalní stěny. Nižší skalní útvary brání v přístupu od západu. Nejpřístupnější severní stranu chránilo vícenásobné opevnění. Vnější příkop je dlouhý 76 metrů, jeho šířka dosahuje osmi metrů a hloubka až tři metry. Za ním následuje val, který převyšuje dno vnějšího příkopu o pět metrů. Za valem se nachází asi čtyři metry široká a na obou koncích se zužující plošina, za kterou je druhý příkop široký asi pět metrů. Nad ním se zdvihá druhý val široký asi dva metry. Třetí val je patrný jen jako terénní vlna široká jeden metr, která se stáčí směrem k jihu.